# Parabalta
Genre
Parabalta est un genre d'opilions laniatores de la famille des Gonyleptidae.

## Distribution
Les espèces de ce genre sont endémiques du Chili.

## Liste des espèces
Selon World Catalogue of Opiliones (08/09/2021) :
- Parabalta cristobalia Roewer, 1943
- Parabalta reedii (Butler, 1874)

## Publication originale
- Roewer, 1913 : « Die Familie der Gonyleptiden der Opiliones-Laniatores. » Archiv für Naturgeschichte, sér. A, vol. 79, no 4, p. 1–256 (texte intégral).